# Australiopalpa
Australiopalpa is een geslacht van vlinders van de familie tastermotten (Gelechiidae).

## Soorten
- A. bumerang Povolny, 1974
- A. commoni Povolny, 1974
- A. tristis Povolny, 1974